# South Portland
South Portland is een plaats (city) in de Amerikaanse staat Maine, en valt bestuurlijk gezien onder Cumberland County.
Het winkelcentrum The Maine Mall is in de plaats gelegen, en is het grootste van de staat Maine.

## Demografie
Bij de volkstelling in 2000 werd het aantal inwoners vastgesteld op 23.324. In 2006 is het aantal inwoners door het United States Census Bureau geschat op 23.784, een stijging van 460 (2,0%).

## Geografie
Volgens het United States Census Bureau beslaat de plaats een oppervlakte van 37,1 km², waarvan 31,1 km² land en 6,0 km² water.

## Plaatsen in de nabije omgeving
De onderstaande figuur toont nabijgelegen plaatsen in een straal van 16 km rond South Portland.